# Ocilla
Ocilla – miasto w Stanach Zjednoczonych, w stanie Georgia, siedziba administracyjna hrabstwa Irwin.

## Nazwa
Nazwa pochodzi prawdopodobnie od Osceoli (wodza Seminolów).